# Serdiukiwka
Serdiukiwka (ukr. Сердюківка) – wieś na Ukrainie, w obwodzie czerkaskim, w rejonie czerkaskim, w hromadzie Terniwka. W 2001 liczyła 809 mieszkańców, spośród których 791 wskazało jako ojczysty język ukraiński, 16 rosyjski, 1 mołdawski, a 1 inny.